# Gebrüder Götze

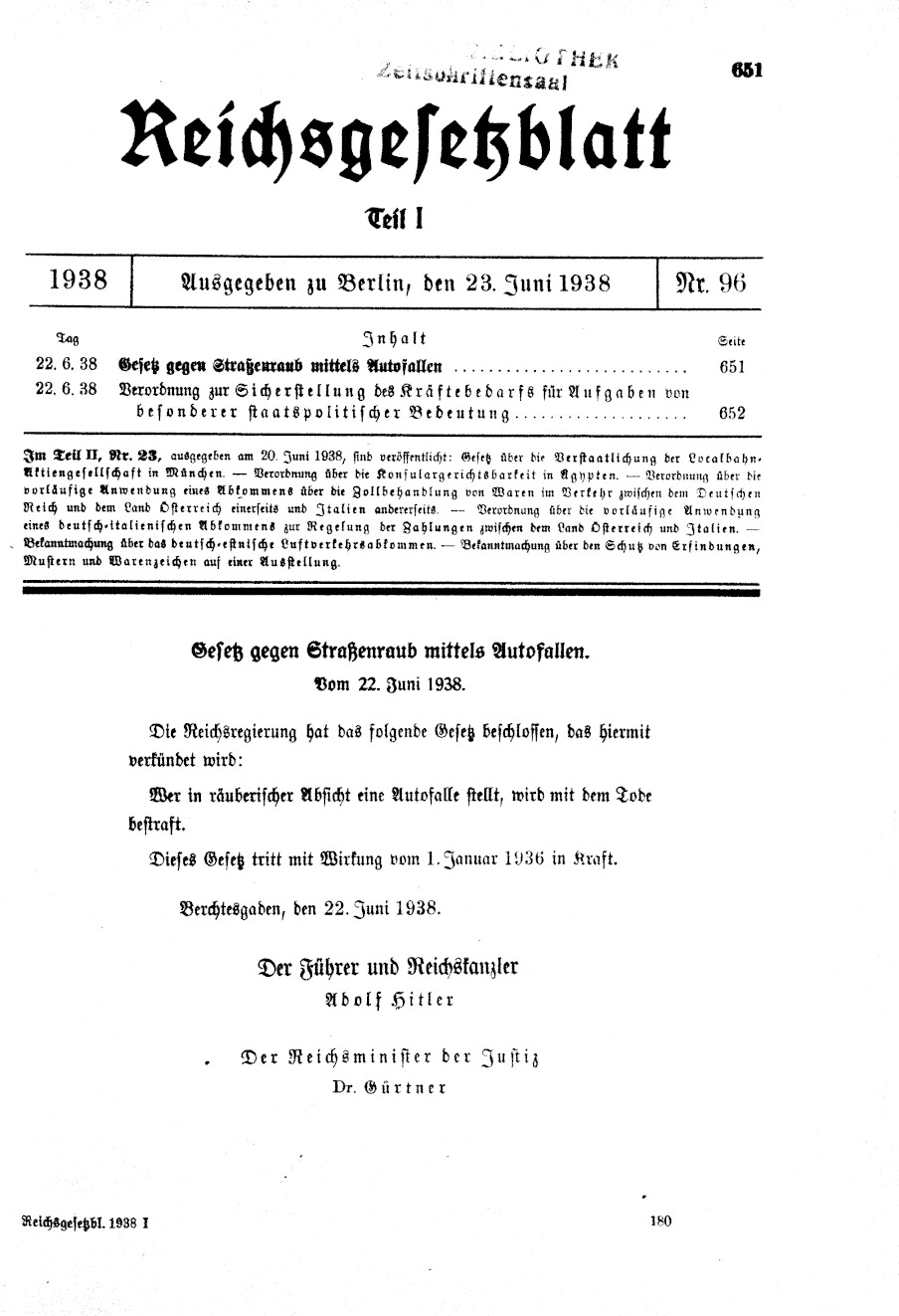
Lex Götze im Reichsgesetzblatt von 1938, Teil I, S. 651.

Die Brüder Hermann Paul Max (* 3. Januar 1891 in Köpenick; † 30. Juni 1938 in Plötzensee) und Max Arthur Walter Götze (* 14. November 1902 in Oberschöneweide; † 30. Juni 1938 in Plötzensee) waren ein auf Autofallenraub spezialisiertes Berliner Kriminellen-Duo. Der Kriminalfall war Anlass für das Gesetz gegen Straßenraub mittels Autofallen (Reichsautofallengesetz) vom 22. Juni 1938, das im nationalsozialistischen Sinne und in Abkehr von rechtsstaatlichen Prinzipien demonstrativ rückwirkend zur schärferen Aburteilung der Täter erlassen wurde. Das Gesetz ging in die Jurisprudenz und Kriminalgeschichte als Lex Götze (oder: lex Goetze) ein.

## Herkunft
Die Brüder Max und Walter Götze waren die Söhne des Fuhrherrn Hermann Götze (1859–1920) und dessen Ehefrau Auguste geb. Niegel (1865–1932). Die Eltern stammten aus dem Kreis Beeskow-Storkow und hatten 1886 in Köpenick geheiratet. Zwischen 1886 und 1904 wurden dem Ehepaar 17 Kinder geboren, von denen 6 die Kindheit überlebten. Die Familie zog oft um. Max wurde in der Rudower Straße 13 (heute Nr. 34) in Köpenick geboren. Walter wurde in der Siemensstraße 23 in Oberschöneweide geboren. Max, der Maurer wurde, heiratete 1928 in Adlershof die Spinnerin Maria Müller. Der Arbeiter Walter heiratete 1926 in Niederschöneweide die Arbeiterin Hedwig Bullack. Zum Zeitpunkt ihrer Eheschließungen lebten die Brüder beide in der Luisenstraße 26 (heute Plönzeile 23) in Oberschöneweide. Max’ letzte Anschrift war die Arrasstraße 110 (heute Florian-Geyer-Straße 110) in Adlershof. Walter lebte zuletzt in der Wilhelminenhofstraße 14 in Oberschöneweide.

## Verbrechen
Die Straßen am Kleinen Stern im Berliner Grunewald waren zu Beginn der 1930er Jahre ein beliebter nächtlicher Treff für Liebespaare in ihren Autos. In der Nacht vom 1. zum 2. November 1934 überfielen zwei maskierte Männer mehrere abgestellte Autos und raubten die Insassen mit vorgehaltener Pistole aus. Weitere Raubüberfälle dieser Art erfolgten im Frühjahr 1935. Nachdem im Juni 1935 die Zahl der Überfälle rapide zugenommen hatte und sich fast täglich Geschädigte bei der Polizei meldeten, untersagte Reichspropagandaminister Goebbels den Medien die Berichterstattung über die Raubserie, da sie die Reichshauptstadt im Jahr vor den Olympischen Spielen hätte in Verruf bringen können. Als es bei einigen Überfällen zu Schusswechseln mit Verletzten gekommen war, bildete die Polizei die Sonderkommission „Grunewald“, setzte erfolglos „Lockvögel“ ein und ließ den Grunewald durchkämmen. Sie konnte lediglich Patronenhülsen aus der Waffe der Täter sicherstellen. Die Täter wechselten das Revier und suchten sich ihre Opfer am anderen Ende der Stadt; im Juli 1935 fand der erste Überfall im Wald bei Grünau statt. Um den Müggelsee und im Wald zwischen Grünau und Schmöckwitz wurden weitere Liebespaare ausgeraubt. Inzwischen begnügten sich die Täter nicht mehr mit den Barschaften und Wertgegenständen von Liebespaaren; sie überfielen Tankstellen und raubten die Kassen der S-Bahnhöfe Grunewald, Hirschgarten und Rahnsdorf aus.
Wenig später kam es in den südöstlichen Randgebieten der Hauptstadt zu nächtlichen Autofallen, bei denen Lieferfahrzeuge durch Äste und Balken angehalten und ausgeraubt wurden. Am 2. November 1935 misslang ein Überfall auf den Nachtbus nach Köpenick. Um eine Flucht ihrer vorgesehenen Opfer zu unterbinden, wurden die Fallen später aus gespannten Drahtseilen und letztlich aus gefällten Bäumen errichtet. Auf der Fernstraße Berlin – Küstrin wurde am 23. Dezember 1936 ein SS-Oberführer ausgeraubt. Auf der Straße zwischen Hangelsberg und Neu Hartmannsdorf fuhr am 12. Januar 1937 ein Konvoi mehrerer Fahrzeuge mit bewaffneten NS-Funktionären in eine Baumfalle. Während dem ersten Wagen noch die Flucht gelang, blieben die nachfolgenden an dem Hindernis hängen. Die Insassen, darunter ein SS-Führer, ein Gauamtsleiter, ein NSDAP-Kreisleiter und ein Regimentskommandeur aus Fürstenwalde/Spree wurden ausgeraubt, ohne dass sie Widerstand leisteten. Die gebildete Sonderkommission „Autofallen“ blieb bei ihrer Suche nach den Tätern zunächst erfolglos, ein Zusammenhang mit den Raubüberfällen auf Liebespaare wurde nicht in Betracht gezogen. Da die Überfälle mit Hilfe von Baumfallen inzwischen zu vielen Kraftfahrern bekannt geworden waren, suchten die Täter nach neuen Methoden, Fahrzeuge zum Halten zu bringen. Als Lockmittel erschien ihnen eine auf die Straße gelegte ausgestopfte Geldtasche geeignet. Eine solche hatten sie nach einem früheren Überfall bei Grünau vergraben.
Am Abend des 24. März 1937 wurde im Wald am Adlergestell zwischen Grünau und Schmöckwitz der Leichnam des Oberwachtmeisters der Schutzpolizei Artur Herrmann (1903–1937) gefunden, der als Fahrradstreife im Einsatz gewesen war. Die Ermittlungen der Mordkommission unter Ernst Gennat ergaben, dass Herrmann einen Fußgänger mit Geldtasche angehalten hatte und dabei sofort durch einen Schuss in die linke Brusthälfte tödlich verletzt worden war. Bevor er starb, hatte Herrmann den flüchtenden Täter etwa 30 Meter in den Wald hinein verfolgt und einen Schuss aus seiner Dienstwaffe abgegeben. Gennat erkannte mit Hilfe mehrerer Gutachten zum tödlichen Geschoss, dass es aus der auch bei den Autofallenüberfällen benutzten Waffe stammte. Wenig später ereignete sich im Grunewald ein weiterer Mord; der 20-jährige Maurer Bruno Lis wurde am 29. März 1937 erschossen, als er sich bei einem Raubüberfall auf ihn und seine Freundin zur Wehr setzte. Da sich die Tatwaffe als dieselbe wie beim Mord am Streifenpolizisten Herrmann erwies, wurde der Zusammenhang zwischen beiden Verbrechensserien erkannt, die bislang unterschiedlichen Tätergruppierungen zugeordnet worden waren. Zudem war der Polizei seit dem Frühjahr 1937 bekannt, dass einer der Täter einen verunstalteten Finger hatte.
Den entscheidenden Hinweis auf die Täter erhielt die Polizei am 5. März 1938 durch eine Gastwirtin aus Schöneweide. Diese zeigte an, dass der arbeitslose Transportarbeiter Walter Götze und sein Bruder, der Maurer Max Götze, die sie schon zuvor wegen des Überfalls auf den S-Bahnhof in Hirschgarten verdächtigt hatte, freigiebig mit größeren Geldbeträgen waren. Max Götze, der der Polizei gegenüber den biederen Ehemann gab, war vorerst keinerlei Beteiligung an der Verbrechensserie nachweisbar.
Sein Bruder Walter war zunächst nicht auffindbar. Er wurde am 18. März 1938 nach einem Diebstahl in einer Gartenkolonie festgenommen und anhand seines Fingers als einer der Täter identifiziert. Bei seiner Vernehmung legte Walter Götze ein umfassendes Geständnis ab, wodurch auch sein Bruder Max als Mittäter festgenommen werden konnte.

## Lex Götze
Nach seinem Geständnis der beiden Morde war Walter Götze die Todesstrafe gewiss. Max Götze hatte eine langjährige Zuchthausstrafe zu erwarten. Das Verfahren gegen die Gebrüder Götze wurde am 13. Juni 1938 am Sondergericht II des Landgerichts Berlin eröffnet. Die Anklage legte ihnen Raub in 157 Fällen mit einer Gesamtbeute von 13.000 Reichsmark, 16 Fälle schwerer Körperverletzung und zweifachen Mord zur Last.
Für den nationalsozialistischen Staat stand jedoch außer Frage, dass auch Max Götze hingerichtet werden müsse. Nachdem Staatsanwalt Henkel den Staatssekretär im Reichsjustizministerium Roland Freisler informiert hatte, dass die Rechtslage wenig Sicherheit für eine Todesstrafe für Max Götze hergab, wurde im Eilverfahren am 22. Juni 1938 ein Gesetz gegen Straßenraub mittels Autofallen (Reichsautofallengesetz) geschaffen, das entgegen rechtsstaatlichen Grundsätzen (Rückwirkungsverbot) rückwirkend zum 1. Januar 1936 in Kraft gesetzt wurde. Es bestand aus einem Paragraphen mit dem Wortlaut „Wer in räuberischer Absicht eine Autofalle stellt, wird mit dem Tode bestraft.“
Während der Verhandlung stellte sich heraus, dass Max Götze auch ohne die Lex Götze zum Tode hätte verurteilt werden können. Er hatte bei einem Raubüberfall auf den Bahnhof Hirschgarten auf einen uniformierten Bahnbeamten während dessen „amtlicher Tätigkeit“ geschossen und damit gegen das Gesetz zur Gewährleistung des Rechtsfriedens vom 13. Oktober 1933 verstoßen.
Am 24. Juni 1938 wurde Walter Götze wegen zweifachen Mordes, davon je einmal in Tateinheit mit schwerem Raub sowie mit Verbrechen gegen § 1 Abs. 1 Nr. 1 des Gesetzes zur Gewährleistung des Rechtsfriedens, des gemeinschaftlichen Verbrechens gegen das Gesetz gegen Straßenraub mittels Autofallen in Tateinheit mit schwerem Raub und versuchtem schweren Raub in acht Fällen und wegen schweren Raubes und räuberischer Erpressung elfmal zur Todesstrafe verurteilt. Zudem wurde gegen ihn wegen weiteren schweren Raubes in acht Fällen, versuchten Mordes und schwerer Körperverletzung noch eine Zuchthausstrafe von 15 Jahren ausgesprochen. Gegen Max Götze wurde am selben Tag ein neunfaches Todesurteil sowie eine 15-jährige Zuchthausstrafe ausgesprochen.
Die beiden Brüder wurden am 30. Juni 1938 in Plötzensee durch das Fallbeil hingerichtet.

## Nachwirkung
Der Alliierte Kontrollrat hob das nationalsozialistische Gesetz gegen Straßenraub mittels Autofallen am 30. Januar 1946 auf. In veränderter Form wurde der Tatbestand am 19. Dezember 1952 als § 316a StGB in das deutsche Strafgesetzbuch aufgenommen.

## Filmische Verarbeitung
Der Fall bildete die Grundlage für Erich Engels’ Kriminalfilm Im Namen des Volkes aus dem Jahr 1939.